# Jay (Florida)
Jay ist eine Stadt im Santa Rosa County im US-Bundesstaat Florida. Das U.S. Census Bureau hat bei der Volkszählung 2020 eine Einwohnerzahl von 524 ermittelt.

## Geographie
Jay liegt rund 40 km nördlich von Milton sowie etwa 60 km nördlich von Pensacola.

## Demographische Daten
Laut der Volkszählung 2010 verteilten sich die damaligen 533 Einwohner auf 281 Haushalte. Die Bevölkerungsdichte lag bei 130 Einw./km². 95,1 % der Bevölkerung bezeichneten sich als Weiße, 0,8 % als Afroamerikaner, 1,7 % als Indianer und 0,9 % als Asian Americans. 1,5 % gaben die Angehörigkeit zu mehreren Ethnien an. 2,1 % der Bevölkerung bestand aus Hispanics oder Latinos.
Im Jahr 2010 lebten in 34,3 % aller Haushalte Kinder unter 18 Jahren sowie 32,9 % aller Haushalte Personen mit mindestens 65 Jahren. 65,7 % der Haushalte waren Familienhaushalte (bestehend aus verheirateten Paaren mit oder ohne Nachkommen bzw. einem Elternteil mit Nachkomme). Die durchschnittliche Größe eines Haushalts lag bei 2,47 Personen und die durchschnittliche Familiengröße bei 2,96 Personen.
28,0 % der Bevölkerung waren jünger als 20 Jahre, 26,5 % waren 20 bis 39 Jahre alt, 24,4 % waren 40 bis 59 Jahre alt und 21,3 % waren mindestens 60 Jahre alt. Das mittlere Alter betrug 37 Jahre. 46,2 % der Bevölkerung waren männlich und 53,8 % weiblich.
Das durchschnittliche Jahreseinkommen lag bei 35.469 $, dabei lebten 17,3 % der Bevölkerung unter der Armutsgrenze.
Im Jahr 2000 war Englisch die Muttersprache von 98,44 % der Bevölkerung und Spanisch sprachen 1,56 %.

## Verkehr
Jay wird von den Florida State Roads 4 und 89 durchquert. Der nächste Flughafen ist der Pensacola International Airport (rund 60 km südlich).